# Nechalov
Nechalov je malá vesnice, část obce Drevníky v okrese Příbram ve Středočeském kraji. Nachází se asi 2,5 kilometru severozápadně od Drevníků. Nechalov je také název katastrálního území o rozloze 1,53 km². V katastrálním území Nechalov leží i Drhovce.

## Historie
První písemná zmínka o vesnici pochází z roku 1603.

## Obyvatelstvo
| Rok            | 1869 | 1880 | 1890 | 1900 | 1910 | 1921 | 1930 | 1950 | 1961 | 1970 | 1980 | 1991 | 2001 | 2011 | 2021 |
| -------------- | ---- | ---- | ---- | ---- | ---- | ---- | ---- | ---- | ---- | ---- | ---- | ---- | ---- | ---- | ---- |
| Počet obyvatel | 98   | 98   | 106  | 85   | 87   | 71   | 75   | 70   | 78   | 54   | 42   | 34   | 52   | 48   | 46   |
| Počet domů     | 14   | 15   | 14   | 15   | 16   | 16   | 17   | 16   | 15   | 13   | 13   | 16   | 20   | 21   | 24   |

## Obecní správa
Při sčítání lidu v letech 1850–1929 Nechalov byl osadou obce Drhovy v okrese Příbram. V letech 1930–1979 byl samostatnou obcí, se kterým patřil nejprve do okresu Příbram, ale v roce 1950 v okrese Dobříš a od roku 1960 opět v okrese Příbram. Od 1. ledna 1980 do 31. prosince 1997 byl znovu částí obce Drhovy v okrese Příbram. Od 1. ledna 1998 je částí obce Drevníky v okrese Příbram. V letech 1930–1979 k obci patřily Drhovce a Homole.